# Aspås
Aspås is een plaats in de gemeente Krokom in het landschap Jämtland en de provincie Jämtlands län in Zweden. De plaats heeft 352 inwoners (2005) en een oppervlakte van 59 hectare. De plaats ligt circa 4 kilometer ten noorden van de plaats Krokom.

## Verkeer en vervoer

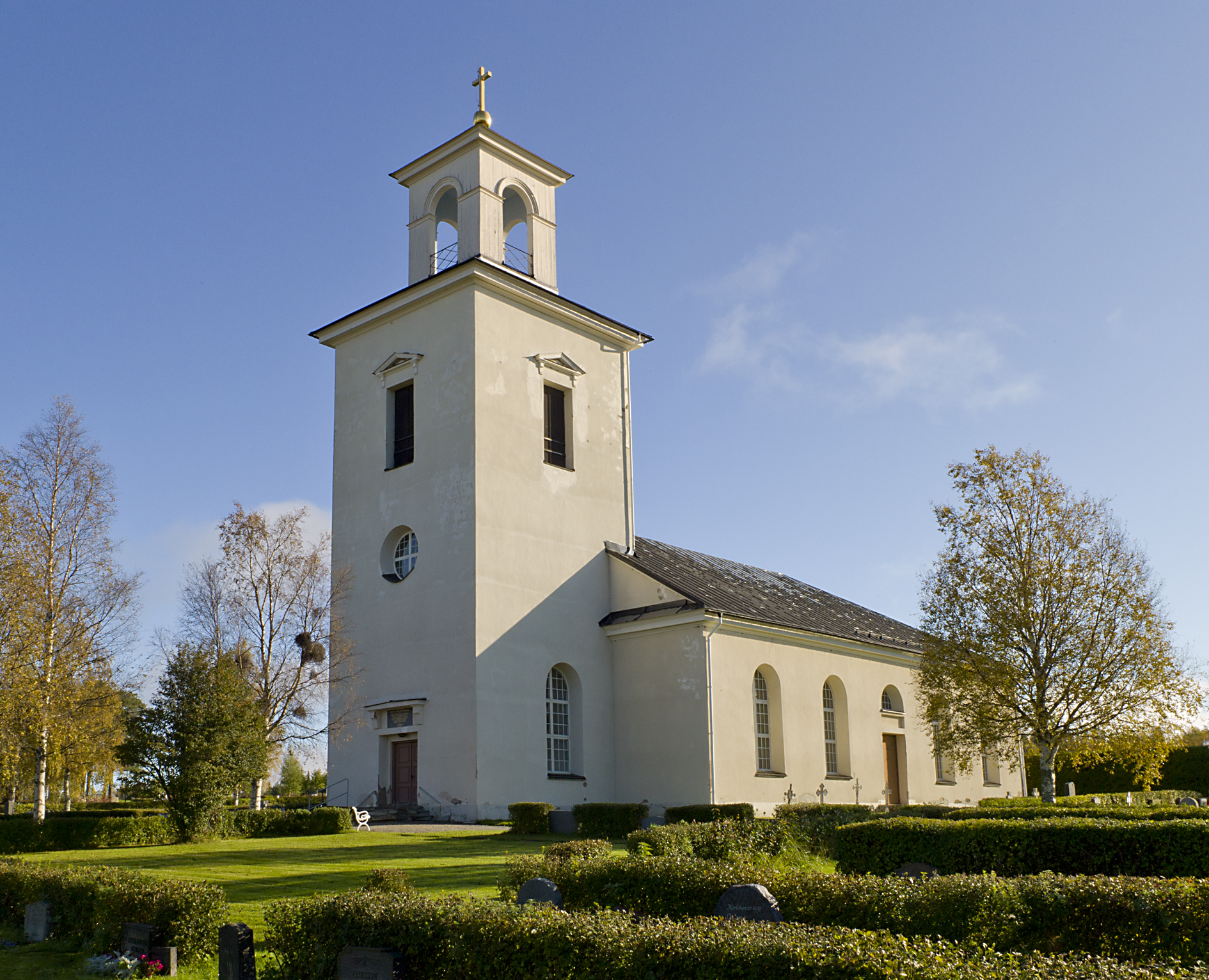
Kerk van Aspås

Bij de plaats loopt de Länsväg 339.